# Chandata
Chandata là một chi bướm đêm thuộc họ Noctuidae.

## Các loài
- Chandata aglaja (Kishida & Yoshimoto, 1978)
- Chandata bella (Butler, 1881)
- Chandata c-nigrum Yoshimoto, 1982
- Chandata partita Moore, 1882
- Chandata taiwana Yoshimoto, 1982
- Chandata tridentata Yoshimoto, 1982